# 塔特莫莫利 (亞利桑那州)
塔特莫莫利（英語：Tat Momoli）是位於美國亞利桑那州皮納爾縣的一個人口普查指定地區。根據2010年美國人口普查，該地共人口10人，而該地的面積約為2.41平方千米。

## 地理
塔特莫莫利的座標為32°36′04″N 111°53′10″W / 32.60111°N 111.88611°W，而該地最高點為海拔高度755米（即2477英尺）。